# Nothophryne
A Nothophryne a kétéltűek (Amphibia) osztályába, a békák (Anura) rendjébe és a  Pyxicephalidae családjába, azon belül a Cacosterninae alcsaládba tartozó nem. 2018-ig mindössze a nem egy faját ismerték, a Nothophryne broadleyi fajt.

## Elterjedése
A nembe tartozó fajok Malawi déli továbbá Mozambik északi részén honosak.

## Rendszerezés
A nembe az alábbi fajok tartoznak:
- Nothophryne baylissi Conradie, Bittencourt-Silva, Farooq, Loader, Menegon, and Tolley, 2018
- Nothophryne broadleyi Poynton, 1963
- Nothophryne inagoensis Conradie, Bittencourt-Silva, Farooq, Loader, Menegon, and Tolley, 2018
- Nothophryne ribauensis Conradie, Bittencourt-Silva, Farooq, Loader, Menegon, and Tolley, 2018
- Nothophryne unilurio Conradie, Bittencourt-Silva, Farooq, Loader, Menegon, and Tolley, 2018